# Oceânico Group Pro-Am Challenge
De Oceânico Group Pro-Am Challenge was een golftoernooi in Engeland dat 2004 tot en met 2008 op de kalender van de Europese Challenge Tour. Het werd gespeeld op de Marriott Worsley Park Hotel & Country Club in Greater Manchester.

## Winnaars
JJB Sports North West Challenge
- 2004:  Fredrik Henge (-8)

Morson International Pro-Am Challenge
- 2006:  Alvaro Quiros (-13)
- 2005:  Andrés Romero (-9)

Oceânico Developments Pro-Am Challenge
- 2007:  Ross McGowan (-15) na play-off tegen Michaël Lorenzo-Vera

Oceânico Group Pro-Am Challenge
- 2008:  Alessandro Tadini (-16)